# Вега (космічний апарат)

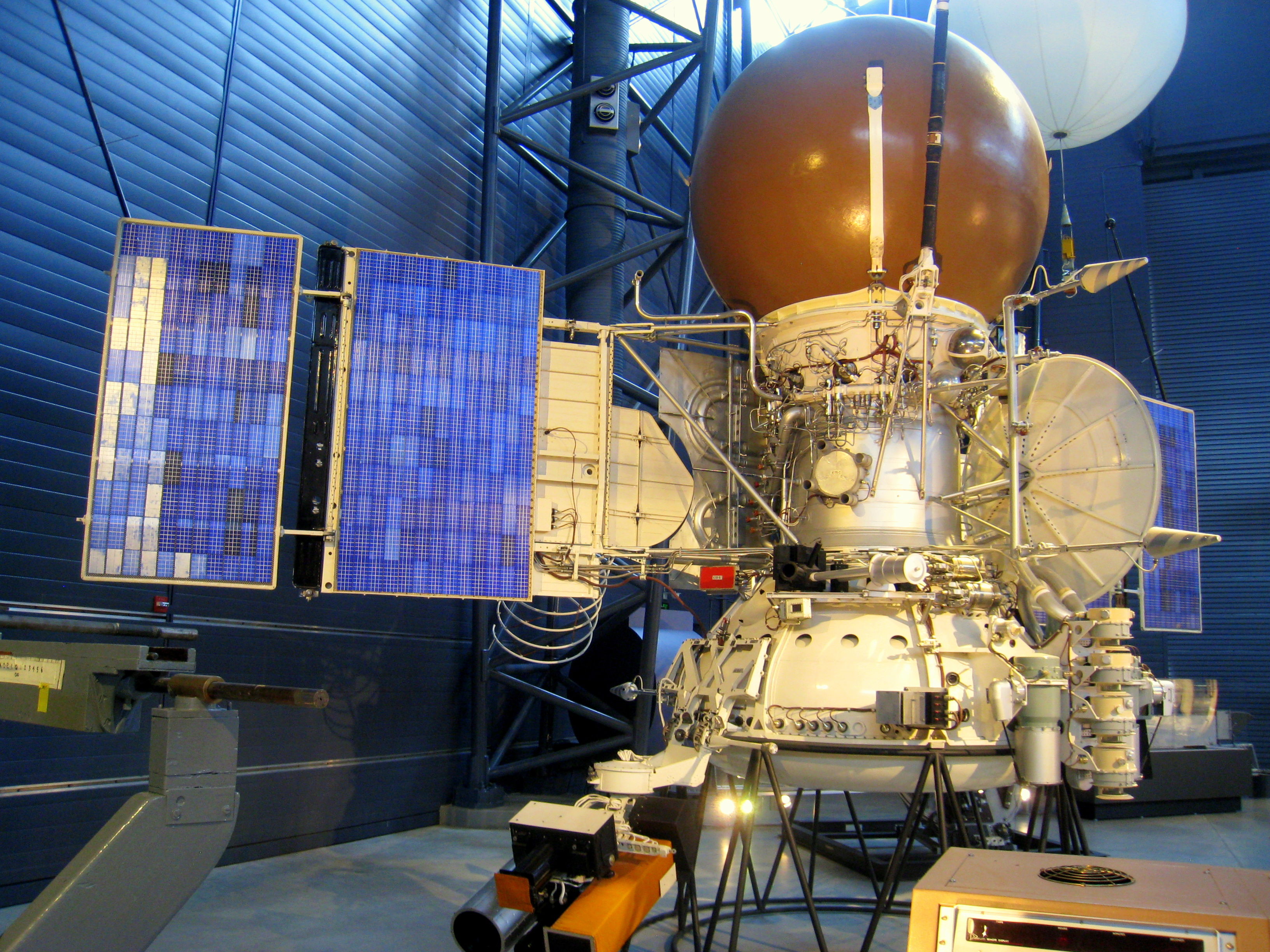
Міжпланетна станція Вега

Вега (назва від назв «Венера» та «Галлей») — радянські автоматичні міжпланетні станції, призначені для вивчення Венери і комети Галлея. Було виготовлено два ідентичних апарати (Вега-1 і Вега-2), які в 1984—1986 рр. вдало виконали свою місію — вперше дослідили венеріанську атмосферу за допомогою аеростатів.

## Технічна характеристика
Загальна маса станції у повністю спорядженому стані становила 4920 кг. Станції серії «Вега» складалися з двох частин — пролітного модуля, масою близько 2,5 тонн, і апарата приземлення, масою близько двох тонн. Апарат приземлення, своєю чергою, підрозділявся на посадковий модуль і аеростатний атмосферний зонд.
Дані з посадкових модулів ретранслювалися на Землю через пролітні апарати, а з аеростатних зондів — безпосередньо на 60-70-метрові антени, розташовані на території ряду держав, у тому числі СРСР і США.

## Склад наукової апаратури

### Наукова апаратура пролітного модуля
На пролітному модулі було встановлено таку наукову апаратуру:
- телевізійна система (СРСР, Угорщина, Франція);
- інфрачервоний спектрометр (Франція);
- триканальний спектрометр 0,3—1,7 мкм (Болгарія, СРСР, Франція).
- пилоударний мас-спектрометр для дослідження хімічного складу пилових частинок (СРСР, ФРН, Франція);
- три лічильники пилових часток (СРСР, Угорщина);
- магнітометр (Австрія, СРСР);
- спектрометр кометної плазми (Угорщина, СРСР, ФРН);
- спектрометр енергійних часток (Угорщина, СРСР, ФРН);
- вимірювач нейтрального газу (ФРН, Угорщина, СРСР);
- аналізатор плазмових хвиль високочастотний (СРСР, Франція);
- аналізатор плазмових хвиль низькочастотний (Польща, СРСР, Чехословаччина).

### Наукова апаратура посадкового модуля
Посадковий модуль був обладнаний такими науковими приладами:
- датчики для виміру температури і тиску атмосфери (СРСР);
- спектрофотометр для дослідження атмосфери Венери (СРСР, Франція);
- газовий хроматограф для вивчення хімічного складу атмосфери і хмарного шару Венери (СРСР);
- прилад для вивчення елементного складу аерозолю хмар (СРСР);
- спектрометр для отримання даних про аерозольний шар хмар Венери (СРСР);
- мас-спектрометр для дослідження хмар (СРСР, Франція);
- вимірник вологості для визначення змісту водяної пари в атмосфері (СРСР);
- спектрометр з ґрунтозабірним пристроєм для рентгенофлюоресцентного аналізу складу порід венеріанського ґрунту (СРСР);
- гамма-спектрометр для визначення у венеріанських породах змісту природних радіоактивних елементів — урану, торію, калію (СРСР);
- прилад для визначення фізико-механічних властивостей поверхневого шару ґрунту (СРСР).

Для вивчення складу ґрунту посадковий модуль мав також невелику бурову установку.
Аеростатний зонд ніс апаратуру для вимірювання метеорологічних параметрів (датчики температури, тиску, швидкості вітру, щільності хмарності, світлових спалахів) і був обладнаний гелієвими балонами для багатогодинного дрейфу в атмосфері.

## Перебіг космічної експедиції
«Вега-1» і «Вега-2» стартували 15 і 21 грудня 1984 року за допомогою ракети «Протон».
Через 6 місяців польоту апарати подолали 500 млн км і наблизилися до Венери. 9 і 13 червня 1985 року від «Веги-1» і «Веги-2» були відокремлені апарати, що спускалися, які 11 і 15 червня при вході в атмосферу розділилися на посадкові модулі й аеростатні зонди.

### Робота посадкових модулів
В процесі зниження посадкових модулів вимірювалися характеристики хмарного шару і хімічного складу атмосфери. Була виміряна концентрація сірчаної кислоти в хмарах, а також виявлена присутність сірки, хлору і, ймовірно, фосфору. Густина хмар виявилася невисокою (за земними мірками), концентрація була максимальна в двох шарах, що мають ширину 3 — 5 км і розташованих на висотах 50 і 58 км.
Посадкові модулі здійснили м'яку посадку на нічну сторону Венери в районі рівнини Русалки.
Посадка модуля «Веги-2» була уперше здійснена у високогірному районі, тому аналіз ґрунту в цьому місці представляв особливий інтерес. Після посадки були здійснені проби ґрунту і проведені виміри рентгенофлюоресцентних спектрів венеріанської породи, яка виявилася близька до олівінового габро-нориту.
Гамма-спектрометр «Веги», призначений для виміру вмісту урану, торію і калію у венеріанських породах, почав працювати під час спуску посадкових модулів на висоті 25 км і функціонували аж до закінчення роботи апаратів. У обох точках, де зробили посадку модулі, виявлені породи з відносно невисоким вмістом природних радіоактивних елементів.

### Робота аеростатних зондів
Аеростатні зонди зробили зниження на парашутах і після наповнення їх оболонок гелієм почали дрейф в атмосфері планети на висоті 53—55 км, проводячи виміри метеорологічних параметрів.
Тиск на цій висоті становив 0,5 атм, а температура 40 °C.
Цей хмарний шар є найгустішим в атмосфері Венери, і в ньому, як передбачалося, найвиразніше повинна проявлятися суперротація атмосфери Венери — глобальне обертання атмосфери зі сходу на захід. Кожен зонд пропрацював близько 46 годин і за цей час пролетів під дією вітру близько 12 тис. км з середньою швидкістю 250 км/год, вимірюючи вздовж траси польоту температуру, тиск, вертикальні пориви вітру, дальність видимості в хмарах, середню освітленість і стежачи за наявністю світлових спалахів.
Перший зонд дрейфував уздовж екватора в північній півкулі, другий — в південній.
Дані зондів показали наявність дуже активних процесів в хмарному шарі Венери, що характеризуються потужними висхідними і низхідними потоками. Коли зонд «Веги-2» пролітав в районі Афродіти над вершиною заввишки 5 км, він потрапив до повітряної ями, різко знизившись на 1,5 км. Обидва зонди виявили на нічній стороні варіації освітленості і світлові спалахи, тобто грозові розряди. Аеростатний експеримент дозволив отримати нову, унікальну інформацію про атмосферу планети.

## Дослідження комети Галлея
«Веги» і комета Галлея рухалися на зустрічних курсах і швидкість зближення перевищувала 70 км/с. Якби апарати запізнилися хоч би на годину, то відхилення при зближенні склало б близько 100 тис. км. Складність полягала ще і в тому, що заздалегідь неможливо було розрахувати траєкторію руху комети з належною точністю. Для наземної астрометричної підтримки в СРСР була розроблена і реалізована програма "Радянська програма дослідження комети Галлея (РаПроГ), в якій взяли участь 22 астрономічних установи. Уточнення орбіти комети тривало аж до проходження «Вег» повз її ядро. Завдяки інформації, отриманій від «Вег», вдалося точніше підвести до комети європейський апарат «Джотто» (на відстань 596 км).
6 і 9 березня 1986 року «Веги» пройшли на відстані 8890 і 8030 км від ядра комети.
«Веги» передали близько 1500 знімків внутрішніх областей комети Галлея і її ядра, інформація про пилові умови всередині комети, характеристики плазми, виміряли темп випару льодів (40 тонн в секунду у момент прольоту «Вег») і інші дані. Зображення ядра комети були отримані вперше в історії. Крім того, апарати виявили наявність складних органічних молекул.